# Evan Karagias
Evan Karagias (né le 27 novembre 1973 à Gastonia, Caroline du Nord) est un acteur et catcheur (lutteur professionnel) américain. Il est essentiellement connu pour son travail à la World Championship Wrestling (WCW) où il remporte le championnat du monde des pois mi-lourds et est ensuite codétenteur avec ses équipiers de 3 Count (Shannon Moore et Shane Helms) du championnat hardcore. Après le rachat de la WCW par la World Wrestling Federation (WWF), il intègre le l'Heartland Wrestling Association, le club-école de la WWF et y reste jusqu'à la fin 2001. Il lutte ensuite dans diverses fédérations du circuit indépendant nord américain jusqu'en 2010.

## Jeunesse
Karagias pratique la lutte et le théâtre au lycée à l'Hunter Huss High School à Gastonia. Il rejoint l'Université d'État de Caroline du Nord où il étudie les sciences politiques et le théâtre en plus de faire de la lutte. Après ses études, il part à New York dans l'espoir de devenir acteur ou mannequin. Il se fait connaître en tant que mannequin pour Calvin Klein et rencontre sa femme Jennifer sur le tournage de la série La Force du destin.

## Carrière de catcheur

### World Championship Wrestling (1997-2001)
En 1997, Karagias entre au Power Plant, l'école de catch de la World Championship Wrestling et perd son premier match télévisé le 3 janvier 1998 face à Chris Jericho,. Le 17 mai au cours de WCW/nWo Slamboree, il participe à une bataille royale pour désigner le challenger pour le championnat du monde des poids mi-lourds de la WCW où Billy Kidman l'élimine après une minute le vainqueur étant Ciclope.

## Palmarès
- American Wrestling Association Superstars of Wrestling (AWA)
  - 3 fois champion du monde poids lourd de l'AWA[5]
- Heartland Wrestling Association (HWA)
  - 1 fois champion par équipes de la HWA avec Shannon Moore[6]
- World Championship Wrestling (WCW)
  - 1 fois champion du monde poids lourd légers de la WCW[7]
  - 1 fois champion hardcore de la WCW avec Shane Helms et Shannon Moore[8]